# العلاقات الأندورية اللوكسمبورغية
العلاقات الأندورية اللوكسمبورغية هي العلاقات الثنائية التي تجمع بين أندورا ولوكسمبورغ.

## مقارنة بين البلدين
هذه مقارنة عامة ومرجعية للدولتين:
| وجه المقارنة                                              | أندورا                                                     | لوكسمبورغ                                                     |
| --------------------------------------------------------- | ---------------------------------------------------------- | ------------------------------------------------------------- |
| المساحة (كم2)                                             | 468                                                        | 2.59 ألف                                                      |
| عدد السكان (نسمة)                                         | 76.18 ألف                                                  | 599.45 ألف                                                    |
| الكثافة السكانية (ن./كم²)                                 | 16.28 ألف                                                  | 231.45                                                        |
| العاصمة                                                   | أندورا لا فيلا                                             | لوكسمبورغ                                                     |
| اللغة الرسمية                                             | اللغة الكتالونية                                           | اللغة اللوكسمبورغية، لغة فرنسية، اللغة الألمانية              |
| العملة                                                    | يورو                                                       | يورو، فرنك لوكسمبورغ                                          |
| الناتج المحلي الإجمالي (بليون دولار)                      | 3.01 مليار                                                 | 62.40 مليار                                                   |
| الناتج المحلي الإجمالي (تعادل القوة الشرائية) بليون دولار |                                                            | 58.13 مليار                                                   |
| الناتج المحلي الإجمالي الاسمي للفرد دولار أمريكي          |                                                            | 101.45 ألف                                                    |
| الناتج المحلي الإجمالي للفرد دولار أمريكي                 |                                                            | 101.93 ألف                                                    |
| مؤشر التنمية البشرية                                      | 0.858                                                      | 0.892                                                         |
| رمز المكالمات الدولي                                      | +376                                                       | +352                                                          |
| رمز الإنترنت                                              | .ad                                                        | .lu                                                           |
| المنطقة الزمنية                                           | ت ع م+01:00، توقيت وسط أوروبا، ت ع م+02:00، أوروبا/أندورا ‏ | توقيت وسط أوروبا، ت ع م+01:00، ت ع م+02:00، أوروبا/لوكسمبورج ‏ |

## منظمات دولية مشتركة
يشترك البلدان في عضوية مجموعة من المنظمات الدولية، منها:
| علم المنظمة | اسم المنظمة                    | تاريخ انضمام أندورا | تاريخ انضمام لوكسمبورغ |
| ----------- | ------------------------------ | ------------------- | ---------------------- |
|             | الاتحاد الدولي للاتصالات       | 12 نوفمبر 1993      | 2 مارس 1866            |
|             | منظمة حظر الأسلحة الكيميائية   | ?                   | ?                      |
|             | يونسكو                         | 20 أكتوبر 1993      | 27 أكتوبر 1947         |
|             | مجلس أوروبا                    | ?                   | ?                      |
|             | الأمم المتحدة                  | 28 يوليو 1993       | 24 أكتوبر 1945         |
|             | منظمة الشرطة الجنائية الدولية  | ?                   | ?                      |
|             | منظمة الأمن والتعاون في أوروبا | 25 أبريل 1996       | 25 يونيو 1973          |

## وصلات خارجية
- موقع وزارة الخارجية الأندورية
- موقع وزارة الخارجية اللوكسمبورغية